# Antonio Lizarbe
Antonio Lizarbe Merino (Lima, 14 de mayo de 1988) es un exfutbolista peruano. Jugaba de volante defensivo. 

## Trayectoria
Se formó en las divisiones menores de Sporting Cristal, siendo  promovido al primer equipo en el 2007. Debutó en Primera División el 20 de septiembre de ese año, en un encuentro donde su equipo cayó derrotado por 1-2 frente a Alianza Lima. En el 2008, fue suspendido seis meses por dar positivo en un control antidopaje, encontrándose cocaína en su organismo. Se mantuvo en el equipo rimense hasta finales del 2009.
A inicio de 2010 se rumoreaba que iba a jugar por el Sport Boys del Callao, pero fue recién a mitad de año que se oficializó su llegada al equipo porteño.

## Clubes
| Club                       | País | Año       |
| -------------------------- | ---- | --------- |
| Sporting Cristal           | Perú | 2007-2009 |
| Sport Boys                 | Perú | 2010-2012 |
| Univ. Técnica de Cajamarca | Perú | 2013      |
| Pacífico FC                | Perú | 2014      |
| San Simón                  | Perú | 2015      |
| José María Arguedas        | Perú | 2016-2017 |
| Retamoso FC                | Perú | 2019      |